# Gárové
Gárové (anglicky Garo people, autonymum Ačik Mande - lidé z kopců) jsou domorodí obyvatelé lesnaté vysočiny v indických státech Méghálaj a Tripura a v severním Bangladéši okolo města Silétu. Počet příslušníků etnika se odhaduje na necelé dva miliony, gárština patří mezi tibetobarmské jazyky (podle legendy přišli předkové Gárů před více než dvěma tisíci lety z Tibetu). Vyznávali tradiční animistické náboženství zvané songsarek, v průběhu 20. století byla většina národa obrácena na křesťanství. Pro gárskou společnost je charakteristická matrilinearita, v minulosti byli vyhlášeni jako lovci lebek. Je praktikována exogamie: etnikum je rozděleno na šest klanů a sňatky se mohou uzavírat jen mezi příslušníky různých klanů. Gárové žijí tradičně ve velkých společných domech nazývaných nokmong. Zdrojem obživy je hlavně zemědělství, pěstuje se rýže, proso a maniok jedlý. Každý podzim se koná velká slavnost úrody wangala. Mezi Gáry je vyšší procento gramotnosti než mezi jejich sousedy.